# Вера Константинова
Вера Иванова Константинова е българска драматична актриса.

## Биография
Родена е в Дупница на 26 юни 1905 г. От 1925 до 1931 г. е част от Софийски драматичен театър на Васил Гендов. След това работи в Пътуващ драматичен театър на Иван Георгиев – Пепеляша, Камерен театър на Георги Попов, Популярен театър, Русенски общински театър, Софийски областен театър, Пловдивски драматичен театър, театър „Одеон“. През 1941– 1943 г. е актриса в Скопски народен театър, а по-късно във Варненски народен театър, Плевенски драматичен театър, Добрички драматичен театър и Театър за селото. През 1946 г. е директор на Драматичен театър – Видин.

## Роли
Вера Константинова играе множество роли, по-значимите са:
- Лейди Милфорд – „Коварство и любов“ от Фридрих Шилер
- Таня – „Наследници“ от Никола Икономов
- Албена – „Албена“ от Йордан Йовков
- Ирина – „Борислав“ от Иван Вазов
- Анна Антоновна – „Ревизор“ от Николай Гогол
- Малама – „Вампир“ от Антон Страшимиров
- Костанда – „Свекърва“ от Антон Страшимиров
- Гурмижка – „Лес“ от Александър Островски[1]